# Vinícius Júnior
Vinícius José Paixão de Oliveira Júnior (phát âm tiếng Bồ Đào Nha: [viˈnisjuz ʒoˈzɛ pajˈʃɐ̃w̃ dʒi oɫiˈvɐjɾɐ ˈʒũɲoʁ], sinh ngày 12 tháng 7 năm 2000), thường được biết đến với tên gọi Vinícius Júnior hay Vini Jr. (phát âm tiếng Bồ Đào Nha: [viˈnisjuz ˈʒũɲoʁ]), là một cầu thủ bóng đá chuyên nghiệp người Brazil hiện đang thi đấu ở vị trí tiền đạo cánh cho câu lạc bộ La Liga Real Madrid và đội tuyển bóng đá quốc gia Brazil. Được đánh giá là một trong những cầu thủ xuất sắc nhất thế giới trong thế hệ của mình, anh nổi tiếng nhờ lối chơi giàu tốc độ, khả năng rê bóng thượng hạng và khả năng kiểm soát bóng tốt.
Sinh ra ở São Gonçalo, Vinícius bắt đầu sự nghiệp chuyên nghiệp của mình tại Flamengo, nơi anh có trận đấu ra mắt đội một vào năm 2017, ở tuổi 16. Vinícius ký hợp đồng với câu lạc bộ La Liga Real Madrid với mức giá 191 triệu R$ (45 triệu €), kỷ lục quốc gia cho một cầu thủ U-18, có hiệu lực sau sinh nhật tuổi 18. Những màn trình diễn ấn tượng đã giúp cho Vinícius đã có tên trong bảng xếp hạng "Cầu thủ trẻ xuất sắc nhất" (NxGn) trong hai năm 2018 và 2019. Đến mùa giải thứ tư, Vinícius đã khẳng định mình là một thành viên nổi bật trong đội hình Real Madrid, giúp câu lạc bộ giành chức vô địch La Liga 2021–22 và ghi bàn thắng quyết định cho Real Madrid giành chiến thắng ở trận chung kết Chung kết UEFA Champions League 2022.
Ở giai đoạn trẻ của anh cho Brazil, Vinícius là cầu thủ quan trọng trong chiến thắng tại Giải vô địch U-15 Nam Mỹ 2015 và Giải vô địch U-17 Nam Mỹ 2017, kết thúc với tư cách là cầu thủ ghi bàn hàng đầu ở giải đấu sau này. Anh có trận ra mắt chuyên nghiệp vào năm 2021 và giúp đội tuyển của mình giành vị trí á quân tại Copa América 2021, sau đó anh đại diện cho đội tuyển quốc gia tham dự tại FIFA World Cup 2022 và Copa America 2024.

## Sự nghiệp câu lạc bộ

### Sự nghiệp ban đầu
Sự nghiệp bóng đá của Vinícius Junior bắt đầu vào năm 2006, khi cha anh đưa anh đến văn phòng chi nhánh của Flamengo, trong khu phố Mutuá, ở São Gonçalo nơi anh sống. Tài liệu câu lạc bộ của anh ấy mô tả anh ấy là một hậu vệ trái.
Xuất thân từ một gia đình nghèo gốc Afro-Brazil , Vinícius đến sống ở Abolição với chú của mình, Ulisses, để rút ngắn khoảng cách đến Ninho do Urubu ("Tổ của những con kền kền"). Anh bắt đầu nhận được hỗ trợ tài chính từ Flamengo cũng như viện trợ từ các doanh nhân.
Từ năm 2007 đến năm 2010, Vinícius tham gia các lớp học futsal tại trường học của Flamengo ở São Gonçalo tại Canto do Rio, một câu lạc bộ nổi tiếng nằm ở trung tâm Niterói.
Năm 2009, khi Vinícius chín tuổi, anh đã thử việc ở môn futsal cho Flamengo. Câu lạc bộ nhận thấy tiềm năng của anh ấy, nhưng với tuổi trẻ của anh ấy, anh ấy đã được yêu cầu trở lại vào năm sau. Tuy nhiên, anh quyết định muốn chơi bóng đá chứ không phải futsal và đã không trở lại. Vào tháng 8 năm 2010, Vinícius đã vượt qua bài kiểm tra bóng đá của mình tại Flamengo.

### Flamengo

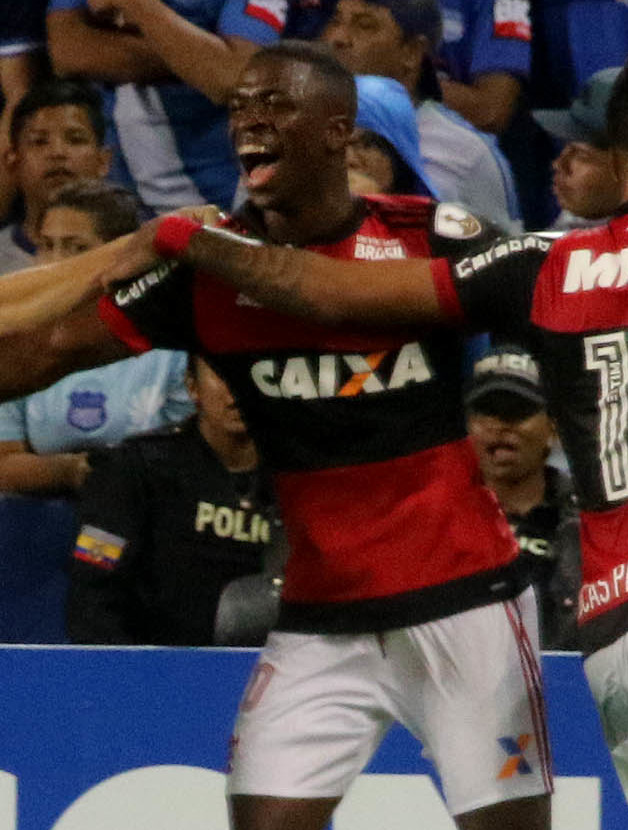
Vinícius chơi cho Flamengo năm 2018

Vinícius Júnior ra mắt Flamengo ngày 13 tháng 5 năm 2017 khi vào sân phút thứ 82 trong trận đấu tại Brasil Série A hòa 1–1 với Atlético Mineiro. Hai ngày sau anh gia hạn hợp đồng với câu lạc bộ tới năm 2022, với điều khoản phá vỡ hợp đồng 45 triệu €. Ngày 23 tháng Năm, thông báo chính thức được đưa ra anh sẽ chuyển tới câu lạc bộ Tây Ban Nha Real Madrid vào tháng 7 năm 2018. Vinícius sẽ ở lại thêm một năm nữa ở Flamengo và chuyển tới Madrid năm 2019.

### Real Madrid
Vào ngày 23 tháng 5 năm 2017, câu lạc bộ Real Madrid đã ký hợp đồng với Vinícius, hợp đồng có hiệu lực sau ngày sinh nhật thứ 18 của anh vào ngày 12 tháng 7 năm 2018 (18 tuổi là độ tuổi tối thiểu để thi đấu quốc tế). Đây là cầu thủ đắt giá thứ hai trong lịch sử bóng đá Brazil (chỉ sau Neymar), số tiền lớn nhất mà một câu lạc bộ Brazil nhận được chuyển nhượng (Neymar được Barcelona mua từ Santos 86 triệu euro) và là số tiền cao nhất được trả để mua một cầu thủ bóng đá dưới 19 tuổi.

#### 2018–21: Phát triển và thích ứng ở Tây Ban Nha
Vào ngày 20 tháng 7 năm 2018, Real Madrid chính thức giới thiệu Vinícius là một cầu thủ của Real Madrid. Anh ấy được cấp đội hình số 28.  Anh ấy có trận ra mắt vào ngày 29 tháng 9, vào sân thay người ở phút thứ 87 trong trận hòa không bàn thắng trước Atlético Madrid. Vinícius ra sân lần đầu tiên vào ngày 31 tháng 10 trong chiến thắng 4–0 Copa del Rey trên sân khách trước Melilla, đóng góp với các pha kiến tạo cho cả Marco Asensio và Álvaro Odriozola trong trận đấu được Marca công nhận là Cầu thủ xuất sắc nhất trận. Anh ghi bàn thắng đầu tiên vào ngày 3 tháng 11, 10 phút sau khi vào sân thay người trong chiến thắng 2–0 trước Real Valladolid. Anh ấy ghi được 4 bàn thắng trong trận ra mắt vào ngày 29 tháng 9 đến ngày 7 tháng 2 năm 2019.  Vào ngày 6 tháng 3, anh ấy bị rách dây chằng trong trận thua Ajax, kết thúc mùa giải của anh ấy.
Vào ngày 11 tháng 12 năm 2019, anh ghi bàn thắng đầu tiên tại UEFA Champions League trong chiến thắng 3–1 trên sân khách trước Club Brugge ở mùa giải 2019–20. Vào ngày 1 tháng 3 năm 2020, anh ghi bàn thắng đầu tiên trong chiến thắng 2–0 cho Real trong trận El Clásico với Barcelona. Anh ấy đã có 29 lần ra sân trong mùa giải, đồng thời ghi được 3 bàn thắng khi Real Madrid vô địch La Liga 2019–20.
Vào ngày 6 tháng 4 năm 2021, Vinícius ghi hai bàn trong chiến thắng 3–1 trước Liverpool ở trận lượt đi vòng tứ kết UEFA Champions League 2020–21. Real Madrid tiến vào bán kết, nơi họ để thua nhà vô địch cuối cùng là Chelsea.

#### 2021–22: Đột phá của đội một

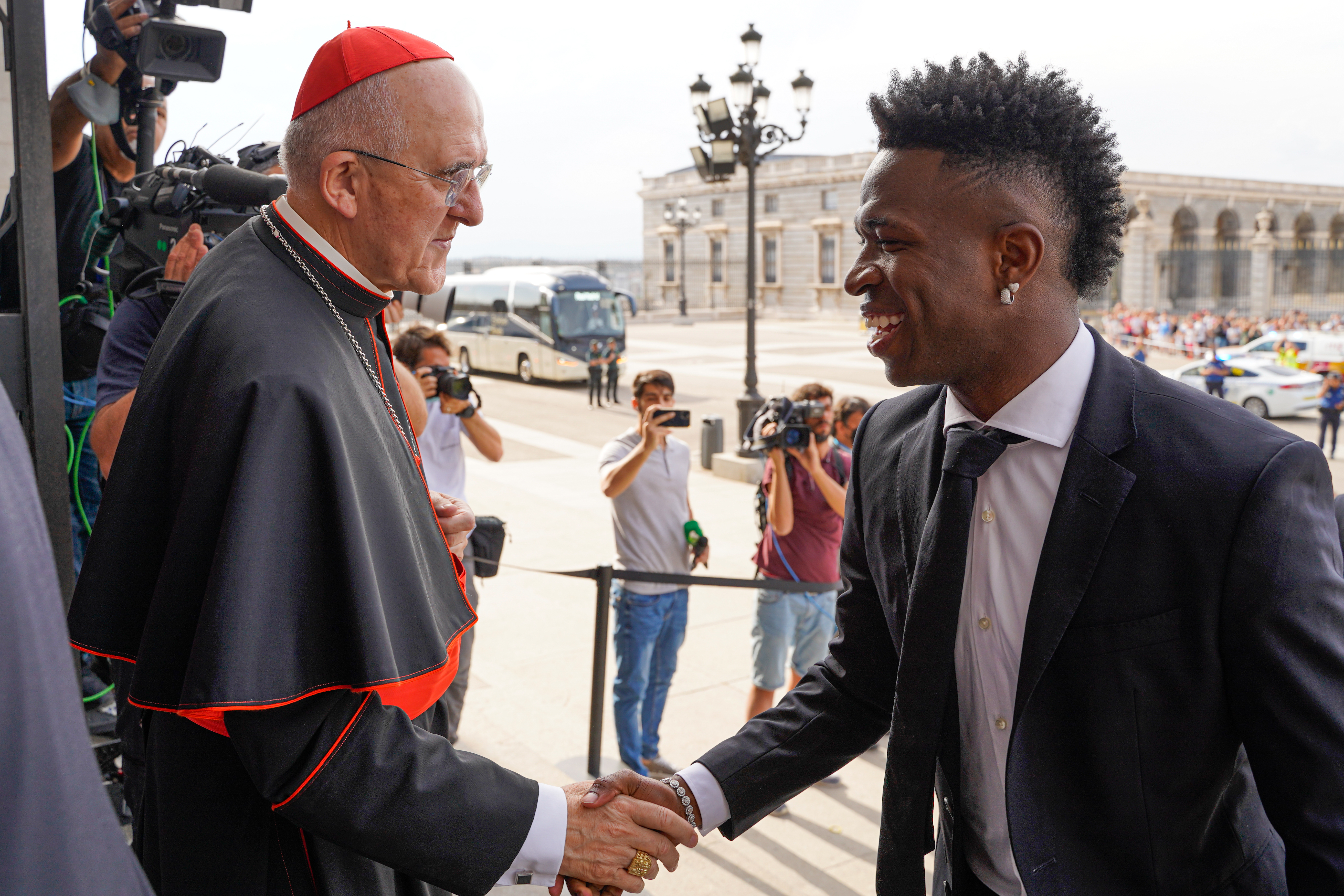
Vinícius Jr. trong buổi lễ trao cúp tại Virgin of Almudena năm 2022

Vinícius bắt đầu mùa giải 2021–22 bằng bàn thắng thứ tư cho Real Madrid trong chiến thắng 4–1 trên sân khách trước Alavés vào ngày khai mạc chiến dịch La Liga. Vào ngày 22 tháng 8, anh ghi một cú đúp vào lưới Levante khi vào sân từ băng ghế dự bị, giúp anh có được vị trí trong đội hình chính, trước Eden Hazard. Vào ngày 30 tháng 10, anh ghi hai bàn giúp Real Madrid giành chiến thắng 2-1 trước Elche để dẫn đầu bảng La Liga. Các bàn thắng của anh ấy là thứ sáu và thứ bảy của mùa giải và thứ tám và thứ chín của anh ấy nói chung, vượt qua tổng số bàn thắng của anh ấy là sáu bàn trên mọi đấu trường trong mùa giải 2020–21 chỉ trong 14 trận đấu.
Vào ngày 29 tháng 5 năm 2022 tại Paris, Pháp, anh đã ghi bàn thắng duy nhất ở phút thứ 59 để mang về danh hiệu Champions League thứ 14 cho Real Madrid.

#### 2022–23: Quả bóng vàng FIFA Club World Cup, Bán kết Champions League và Thừa kế áo số 7
Vào ngày 11 tháng 2, Real Madrid đánh bại Al-Hilal 5–3 trong trận chung kết FIFA Club World Cup 2022 khi Vinícius ghi một cú đúp để giành giải cầu thủ xuất sắc nhất giải đấu và danh hiệu Club World Cup thứ hai của anh. Vào ngày 21 tháng 2 năm 2023, Vinícius ghi hai bàn thắng trong hiệp một giúp Real Madrid lội ngược dòng thắng 5–2 tại Anfield trước Liverpool trong trận lượt đi vòng 16 đội Champions League.
Vào ngày 9 tháng 5 năm 2023, Vinícius góp công đáng kể vào màn trình diễn của Real Madrid trong trận bán kết lượt đi với Manchester City , khi ghi một bàn thắng từ cự ly xa đáng chú ý ở phút 36. Cùng với các đồng đội Rodrygo và Karim Benzema, anh đã tạo ra vô số cơ hội, thể hiện khả năng phản công của Real Madrid trước lối chơi kiểm soát bóng vượt trội của Manchester City. Trận đấu cuối cùng kết thúc với tỷ số hòa 1-1. Tuy nhiên, ở trận bán kết lượt về, Real Madrid đã phải chịu thất bại nặng nề 4–0 trước Man City, và anh đã không thể vượt qua được Kyle Walker người mà anh đã qua người dễ dàng ở lượt đi, qua đó kết thúc chiến dịch giành chức vô địch Champions League. Anh  đã được chọn vào Đội hình xuất sắc nhất UEFA Champions League 2022–23.
Sau sự ra đi của Hazard vào cuối mùa giải, Real Madrid xác nhận rằng Vinícius sẽ thừa kế chiếc áo số 7 huyền thoại của đội chủ sân Santiago Bernabéu, và sẽ là người tiếp nối những di sản của những huyền thoại như Cristiano Ronaldo, Raúl, Butragueño,....

#### 2023–24: Đóng góp quyết định ở La Liga và phục hồi sau chấn thương
Vào ngày 19 tháng 8 năm 2023, Vinícius ghi bàn thắng quyết định trong trận đấu ở La Liga với Almería , góp phần vào chiến thắng của Real Madrid cùng với đồng đội Jude Bellingham , người đã ghi hai bàn thắng trước đó. Vào ngày 25 tháng 8 năm 2023, Vinícius dính chấn thương ở cơ bắp tay phải trong trận đấu với Celta , trận đấu mà Real Madrid cuối cùng đã thắng 1–0. Vào ngày 27 tháng 9 năm 2023, Vinícius trở lại thi đấu trong trận đấu với Las Palmas sau khi bình phục chấn thương.  Vào ngày 3 tháng 10, anh có bàn thắng đầu tiên trong mùa giải ở Champions League, ghi bàn gỡ hòa 1-1 trong trận sân khách của Madrid gặp Napoli , trận đấu cuối cùng kết thúc với chiến thắng 3–2.
Vào ngày 31/10, Real Madrid xác nhận rằng Vinícius đã gia hạn hợp đồng mới đến tháng 6/2027. Điều khoản giải phóng hợp đồng có giá một tỷ euro, tương đương 1,05 tỷ USD. Vào ngày 14 tháng 1 năm 2024, anh ghi một hat-trick trong chiến thắng 4–1 trước Barcelona trong trận chung kết Supercopa de España. Ngày 12 tháng 2, anh cùng với Jude Bellingham và Rodrygo ghi bàn trong chiến thắng 4–0 trên sân nhà trước Girona để tiếp tục giữ ngôi đầu giải đấu.  Ngày 3 tháng 3, anh lập cú đúp trong trận hoà 2–2 trên sân Mestalla của Valencia. Ngày 7 tháng 3, anh ghi bàn trong trận hoà 1–1 trước RB Leipzig trên sân nhà ở lượt về vòng 16 đội Champions League và tiến vào vòng tứ kết với tổng tỷ số sau 2 lượt trận 2–1.

## Sự nghiệp quốc tế

### 2015–2019: Thành công ở cấp độ trẻ
Vào ngày 30 tháng 10 năm 2015, Vinícius Júnior được huấn luyện viên Guilherme Dalla Déa triệu tập vào U-15 Brazil để tham dự Giải vô địch U-15 Nam Mỹ . Vinícius cùng U-15 Brazil giành chức vô địch U-15 và anh là vua phá lưới thứ 2 của giải đấu với 7 bàn thắng. Anh được vinh danh là cầu thủ xuất sắc nhất giải đấu và tiếp tục thi đấu, điều này đã giúp anh thuyết phục Flamengo ký hợp đồng với mình ở tuổi 16. Vào ngày 24 tháng 6 năm 2016, Vinícius được triệu tập cho trận giao hữu với U-17 Chile và ghi hai bàn thắng. đã cung cấp hai pha kiến tạo trong chiến thắng 4–2.
Vào tháng 3 năm 2017, Vinícius ra mắt ở Giải vô địch U-17 Nam Mỹ cho U-17 Brazil với bàn thắng trong chiến thắng 3–0 trước Peru . Ở giai đoạn cuối sự nghiệp cầu thủ trẻ , anh ghi hai bàn trong chiến thắng 3–0 trước Ecuador và hai bàn trong chiến thắng 3–0 trước Colombia , đảm bảo cho Brazil một suất tham dự FIFA U-17 World Cup 2017 ở Ấn Độ, nơi Brazil ( không có Vinícius Júnior) cuối cùng sẽ về thứ ba. Sau khi dẫn dắt Brazil vô địch giải U-17 Nam Mỹ, Vinícius Júnior được vinh danh là cầu thủ xuất sắc nhất giải đấu và là vua phá lưới với 7 bàn thắng.

### 2019–2022: Ra mắt chuyên nghiệp và World Cup

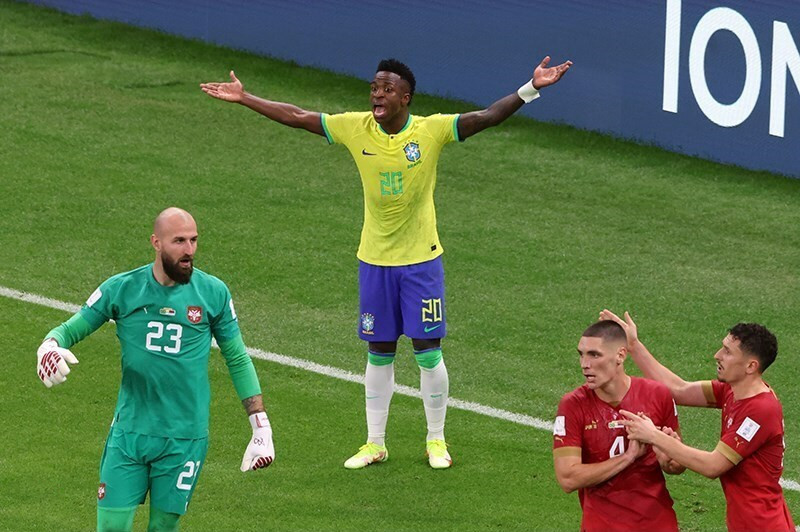
Vinicius Jr cùng trong trận đấu vòng bảng FIFA World Cup 2022 với

Vào ngày 28 tháng 2 năm 2019, Vinícius lần đầu tiên được gọi vào đội tuyển quốc gia Brazil cho trận giao hữu với Panama và Cộng hòa Séc . Tuy nhiên, anh dính chấn thương khi chơi cho Real Madrid, và David Neres đã được triệu tập thay thế vào tháng 3. Vào tháng 5, anh bị huấn luyện viên Tite loại khỏi đội hình 23 người cuối cùng của Brazil tham dự Copa América 2019 . Anh có trận ra mắt quốc tế chuyên nghiệp vào ngày 10 tháng 9, khi vào sân thay người ở phút thứ 72 trong trận thua 0-1 của Brazil trước Peru .
Vào ngày 24 tháng 3 năm 2022, Vinícius ghi bàn thắng đầu tiên cho đội tuyển quốc gia, trong chiến thắng 4–0 trên sân nhà trước Chile trong trận đấu vòng loại FIFA World Cup 2022 tại Sân vận động Maracanã .
Vào ngày 7 tháng 11 năm 2022, Vinícius được Tite điền tên vào đội tuyển Brazil tham dự FIFA World Cup 2022 . Trong trận mở màn vòng bảng với Serbia vào ngày 24 tháng 11, anh kiến tạo bàn thắng thứ hai cho Richarlison giúp Brazil giành chiến thắng 2–0. Anh ghi bàn thắng đầu tiên tại FIFA World Cup trong chiến thắng 4–1 trước Hàn Quốc ở vòng 16 đội vào ngày 5 tháng 12, đồng thời kiến tạo cho Lucas Paquetá ghi bàn, giúp Brazil giành quyền vào tứ kết, nơi họ bị Croatia của Luka Modrić loại bốn ngày sau đó sau trận thua 4–2 trong loạt sút luân lưu sau khi hòa 1-1.

## Phong cách chơi

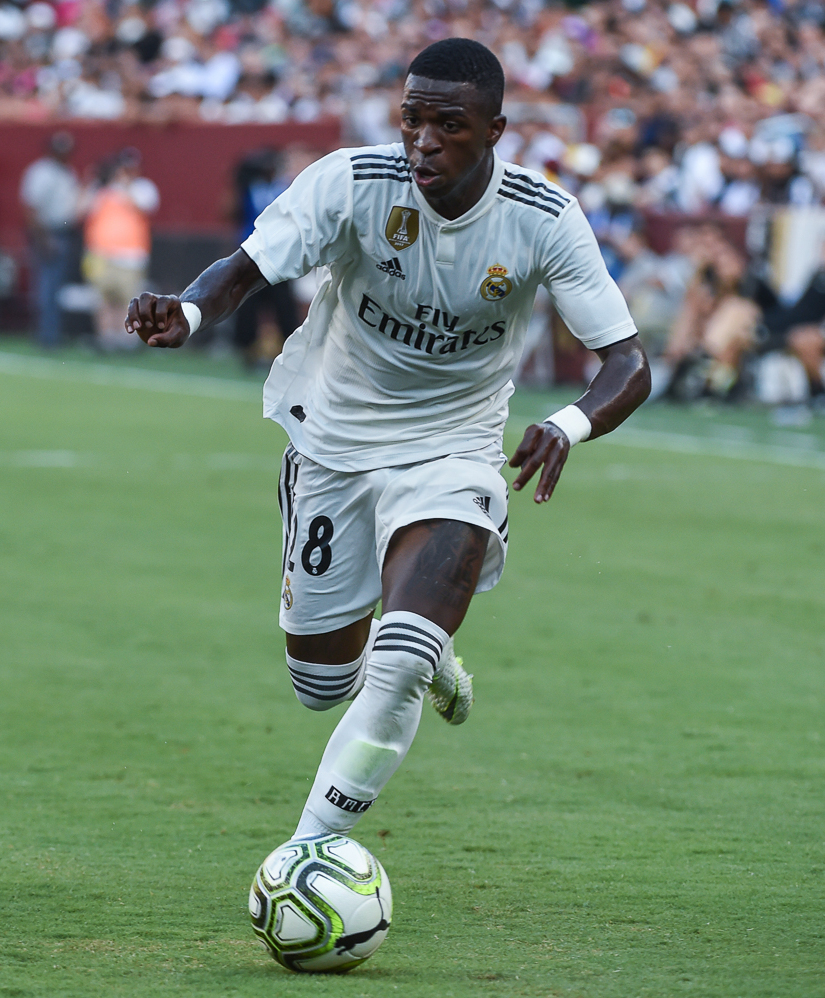
Vinícius chơi cho Real Madrid năm 2018

Ngay sau khi anh đến Real Madrid vào tháng 7 năm 2018, nhà báo Dermot Corrigan của ESPN đã mô tả Vinícius là một " tiền đạo cánh trái hoặc tiền đạo thứ hai nhanh nhẹn". Một cầu thủ đa năng, mặc dù thường được bố trí ở cánh trái, nhưng anh ấy có khả năng chơi ở bất cứ đâu dọc tuyến đầu , và cũng từng được sử dụng ở cánh phải hoặc trung tâm . Sở hữu khả năng tăng tốc bùng nổ, tốc độ, sự nhanh nhẹn, thăng bằng, kỹ thuật, sự tinh tế, kỹ năng rê bóng và khả năng kiểm soát tốc độ chặt chẽ, cũng như sức mạnh, thể lực và khả năng lừa bóng đáng kể, mặc dù anh ta có thân hình mảnh khảnh, anh ấy nổi tiếng với khả năng di chuyển, bền bỉ, khả năng rê dắt trước hàng phòng ngự, đổi hướng nhanh chóng và đánh bại đối thủ trong các tình huống một chọi một khi cầm bóng.
Được coi là một cầu thủ trẻ đầy triển vọng, anh ấy được coi là một cầu thủ chạy cánh nhỏ bé, năng động, thông minh, chăm chỉ và nhanh nhẹn, với trọng tâm thấp, cũng như khả năng chuyền bóng và nhận thức ấn tượng. . Hơn nữa, anh còn được biết đến với con mắt nhìn bóng cuối cùng và khả năng hỗ trợ đồng đội; mặc dù anh ấy cũng có khả năng tự mình ghi bàn, khả năng sút và ghi bàn của anh ấy đã được các chuyên gia coi là những lĩnh vực cần cải thiện, vì việc anh ấy thiếu sản phẩm cuối cùng thường là một nguồn chỉ trích trên các phương tiện truyền thông trong vài mùa giải đầu tiên của anh ấy ở Real Madrid. Vào tháng 6 năm 2017, Vinícius xuất hiện ở vị trí thứ 39 trên bảng xếp hạngDanh sách cầu thủ U21 xuất sắc nhất thế giới của Telegraph . Anh là cầu thủ duy nhất đang chơi ở Nam Mỹ vào thời điểm đó có tên trong danh sách. Vào tháng 11 năm 2018, cựu thủ quân đội tuyển Argentina José Luis Calderón đã ghi nhận "sự nhiệt tình chung, khả năng biến mọi thứ thành hiện thực, niềm vui và những rung động tốt mà anh ấy truyền tải, tốc độ, sự thật là anh ấy khác biệt và sự táo bạo" của Vinícius. Tóm lại, anh ấy có một tia sáng có thể được sử dụng bởi một đội chơi kém cỏi trong những trận đấu gần đây". Tuy nhiên, khi còn trẻ với Flamengo, anh đã bị một số nhân vật bóng đá, người hâm mộ và báo chí chỉ trích vì "làm quá nhiều thủ đoạn" và vì "quá nhiều tư tưởng cá nhân, không đủ tinh thần đồng đội.
Trong mùa giải 2021–22, Vinícius đã có một mùa giải đột phá với Real Madrid, đồng thời hiệu suất ghi bàn và kiến tạo của anh ấy tăng lên đáng kể, giúp anh ấy có thể phối hợp tấn công hiệu quả từ cánh trái với tiền đạo Karim Benzema . Về sự thay đổi về phong độ của mình, Vinícus nhận xét vào tháng 12 năm 2021: "Tôi nghĩ mình đã tiến bộ hơn ở nhiều thứ, nhưng trên hết là sự bình tĩnh trong lối chơi, tôi cũng đang làm mọi việc một cách bình tĩnh hơn và chất lượng hơn." Huấn luyện viên câu lạc bộ Carlo Ancelotti cũng khen ngợi anh ấy về khả năng phòng thủ và khả năng chọn vị trí, bên cạnh khả năng sáng tạo của anh ấy  và tài năng, lưu ý rằng anh ấy có thể cải thiện kiến thức chiến thuật và tình trạng thể chất trong suốt mùa giải,cũng như khả năng dứt điểm của mình. Màn trình diễn của anh khiến báo chí Tây Ban Nha so sánh anh với người đồng hương Neymar . Sau bàn thắng giúp Real Madrid giành chiến thắng ở trận chung kết Champions League 2022, chính Neymar đã mô tả Vinícius đã trở thành "một trong những cầu thủ xuất sắc nhất thế giới". Cuối tháng đó, Ed McCambridge của FourFourTwo đã xếp Vinícius là tiền đạo cánh trái xuất sắc thứ hai trên thế giới. Vinícius đã phải hứng chịu những lời chỉ trích và ca tụng phân biệt chủng tộc từ những người hâm mộ bóng đá ở Tây Ban Nha, bao gồm cả hình nộm của anh ta bị treo cổ trên một cây cầu ở Madrid. Vào ngày 23 tháng 5 năm 2023, bốn người đàn ông đã bị Cảnh sát Tây Ban Nha bắt giữ vì liên quan đến hình nộm. Hình nộm được treo cùng với biểu ngữ có dòng chữ "Madrid ghét Real".
Vào ngày 21 tháng 5 năm 2023, trong trận đấu với Valencia tại Mestalla , Vinícius Jr. đã bị những người ủng hộ Valencia lạm dụng phân biệt chủng tộc, một sự kiện đã dẫn đến tranh cãi đáng kể và cuối cùng là việc xác định danh tính cũng như cấm vĩnh viễn hai người hâm mộ liên quan đến vụ việc. Vụ việc này đã gây ra một cuộc tranh luận rộng rãi hơn về vấn đề phân biệt chủng tộc ở La Liga, khi Vinícius công khai lên án giải đấu vì điều mà ông cho là bình thường hóa phân biệt chủng tộc, đồng thời ủng hộ các biện pháp và hình phạt nghiêm ngặt hơn để chống lại hành vi phân biệt chủng tộc. Sau vụ việc, vào ngày 22 tháng 5 năm 2023, Real Madrid đã đưa ra tuyên bố chính thức lên án mạnh mẽ hành vi lạm dụng phân biệt chủng tộc đối với Vinícius, coi đây là cuộc tấn công trực tiếp vào mô hình chung sống dân chủ của Tây Ban Nha; Câu lạc bộ đã báo cáo vụ việc là một " tội ác căm thù " lên Văn phòng Bộ trưởng Tư pháp , bảo lưu quyền hoạt động như một công tố viên tư nhân trong bất kỳ thủ tục tố tụng nào tiếp theo.
Sau một loạt vụ phân biệt chủng tộc nhắm vào anh trong thời gian phục vụ cho Real Madrid, Vinícius được Chủ tịch FIFA Gianni Infantino chọn vào ngày 15 tháng 6 năm 2023 , để lãnh đạo một ủy ban chống phân biệt chủng tộc đặc biệt của FIFA gồm các cầu thủ. Vai trò này đã nâng cao tác động của anh ấy đối với môn thể thao này, giúp anh ấy trở thành một nhân vật nổi bật trong cuộc chiến chống phân biệt chủng tộc trong bóng đá.

## Việc làm bên ngoài bóng đá
Vinicius điều hành và tài trợ cho một viện từ thiện ở Rio - Instituto Vini Jr - một tổ chức nhằm mục đích sử dụng công nghệ và thể thao để giáo dục thanh niên Brazil và cuối cùng là giảm bớt một số bất bình đẳng liên quan đến giáo dục ở nước này.

## Thống kê sự nghiệp

### Câu lạc bộ
Tính đến 14 tháng 8 năm 2024
| Câu lạc bộ           | Mùa giải            | Giải vô địch        | Giải vô địch | Giải vô địch | Cúp quốc gia | Cúp quốc gia | Châu lục | Châu lục | Khác | Khác | Tổng | Tổng |
| Câu lạc bộ           | Mùa giải            | Hạng đấu            | Trận         | Bàn          | Trận         | Bàn          | Trận     | Bàn      | Trận | Bàn  | Trận | Bàn  |
| -------------------- | ------------------- | ------------------- | ------------ | ------------ | ------------ | ------------ | -------- | -------- | ---- | ---- | ---- | ---- |
| Flamengo             | 2017                | Série A             | 25           | 3            | 4            | 0            | 7        | 1        | 1    | 0    | 37   | 4    |
| Flamengo             | 2018                | Série A             | 12           | 4            | 2            | 0            | 5        | 2        | 13   | 4    | 32   | 10   |
| Flamengo             | Tổng cộng           | Tổng cộng           | 37           | 7            | 6            | 0            | 12       | 3        | 14   | 4    | 69   | 14   |
| Real Madrid Castilla | 2018–19             | Segunda División B  | 5            | 4            | —            | —            | —        | —        | —    | —    | 5    | 4    |
| Real Madrid          | 2018–19             | La Liga             | 18           | 1            | 8            | 2            | 3        | 0        | 1    | 0    | 31   | 3    |
| Real Madrid          | 2019–20             | La Liga             | 29           | 3            | 3            | 1            | 5        | 1        | 1    | 0    | 38   | 5    |
| Real Madrid          | 2020–21             | La Liga             | 35           | 3            | 1            | 0            | 12       | 3        | 1    | 0    | 49   | 6    |
| Real Madrid          | 2021–22             | La Liga             | 35           | 17           | 2            | 0            | 13       | 4        | 2    | 1    | 52   | 22   |
| Real Madrid          | 2022–23             | La Liga             | 33           | 10           | 5            | 3            | 12       | 7        | 5    | 3    | 55   | 23   |
| Real Madrid          | 2023–24             | La Liga             | 26           | 15           | 1            | 0            | 10       | 6        | 2    | 3    | 39   | 24   |
| Real Madrid          | 2024–25             | La Liga             | 0            | 0            | 0            | 0            | 0        | 0        | 1    | 0    | 1    | 0    |
| Real Madrid          | Tổng cộng           | Tổng cộng           | 176          | 49           | 20           | 6            | 56       | 21       | 13   | 7    | 265  | 83   |
| Tổng cộng sự nghiệp  | Tổng cộng sự nghiệp | Tổng cộng sự nghiệp | 218          | 60           | 26           | 6            | 68       | 24       | 27   | 11   | 339  | 101  |

1. ↑  Bao gồm Copa do Brasil, Copa del Rey
2. ↑  Số lần ra sân tại Copa Sudamericana
3. ↑  Số lần ra sân tại Primeira Liga
4. ↑  Số lần ra sân tại Copa Libertadores
5. ↑  Số lần ra sân tại Campeonato Carioca
6. 1 2 3 4 5 6  Số lần ra sân tại UEFA Champions League
7. ↑  Số lần ra sân tại FIFA Club World Cup
8. 1 2 3 4  Số lần ra sân tại Supercopa de España
9. ↑  Hai lần ra sân tại Supercopa de España, một lần ra sân tại UEFA Super Cup, hai lần ra sân và ba bàn thắng tại FIFA Club World Cup
10. ↑  Một lần ra sân tại UEFA Super Cup

### Quốc tế
Tính đến 19 tháng 11 năm 2024
| Đội tuyển quốc gia | Năm       | Trận | Bàn |
| ------------------ | --------- | ---- | --- |
| Brasil             | 2019      | 1    | 0   |
| Brasil             | 2021      | 8    | 0   |
| Brasil             | 2022      | 11   | 2   |
| Brasil             | 2023      | 6    | 1   |
| Brasil             | 2024      | 11   | 2   |
| Tổng cộng          | Tổng cộng | 37   | 5   |

### Bàn thắng quốc tế
| # | Ngày                | Địa điểm                                      | Đối thủ  | Bàn thắng | Kết quả | Giải đấu                      |
| - | ------------------- | --------------------------------------------- | -------- | --------- | ------- | ----------------------------- |
| 1 | 24 tháng 3 năm 2022 | Sân vận động Maracanã, Rio de Janeiro, Brasil | Chile    | 2–0       | 4–0     | Vòng loại FIFA World Cup 2022 |
| 2 | 5 tháng 12 năm 2022 | Sân vận động 974, Doha, Qatar                 | Hàn Quốc | 1–0       | 4–1     | FIFA World Cup 2022           |
| 3 | 17 tháng 6 năm 2023 | Sân vận động RCDE, Barcelona, Tây Ban Nha     | Guinée   | 4–1       | 4–1     | Giao hữu                      |
| 4 | 28 tháng 6 năm 2024 | Sân vận động Allegiant, Las Vegas, Hoa Kỳ     | Paraguay | 1–0       | 4–1     | Copa América 2024             |
| 5 | 28 tháng 6 năm 2024 | Sân vận động Allegiant, Las Vegas, Hoa Kỳ     | Paraguay | 3–0       | 4–1     | Copa América 2024             |

## Danh hiệu
Real Madrid
- La Liga: 2019–20, 2021–22, 2023–24
- Copa del Rey: 2022–23
- Supercopa de España: 2019–20, 2021–22, 2023–24
- UEFA Champions League: 2021–22, 2023–24
- UEFA Super Cup: 2022, 2024
- FIFA Club World Cup: 2018, 2022
- FIFA Intercontinental Cup: 2024[88]

U-15 Brasil
- Giải bóng đá vô địch U-15 Nam Mỹ: 2015

U-17 Brasil
- Cúp bóng đá U-17 BRICS: 2016
- Giải bóng đá vô địch U17 Nam Mỹ: 2017

Brasil
- Copa América á quân: 2021

Cá nhân
- Cầu thủ xuất sắc nhất Giải bóng đá vô địch U17 Nam Mỹ: 2017[89]
- Vua phá lưới U-17 BRICS Cup 2016 (4 bàn)
- Vua phá lưới Giao hữu U-17 Nike 2016 (3 bàn)
- Vua phá lưới Giải bóng đá vô địch U17 Nam Mỹ 2017 (7 bàn)
- Đội hình xuất sắc nhất UEFA Champions League: 2021–22, 2022–23 ,2023-24
- Cầu thủ trẻ xuất sắc nhất UEFA Champions League: 2021-22
- Cầu thủ xuất sắc nhất tháng của La Liga: tháng 11 2021
- Đội hình xuất sắc nhất mùa giải La Liga: 2021-22, 2022-23
- Quả bóng vàng FIFA Club World Cup: 2022